# Silvermånblomfluga
Silvermånblomfluga (Eumerus flavitarsis) är en tvåvingeart som beskrevs av Zetterstedt 1843. Silvermånblomfluga ingår i släktet månblomflugor, och familjen blomflugor.
Artens utbredningsområde är Sverige. Arten är reproducerande i Sverige. Inga underarter finns listade i Catalogue of Life.